# Young European Federalists

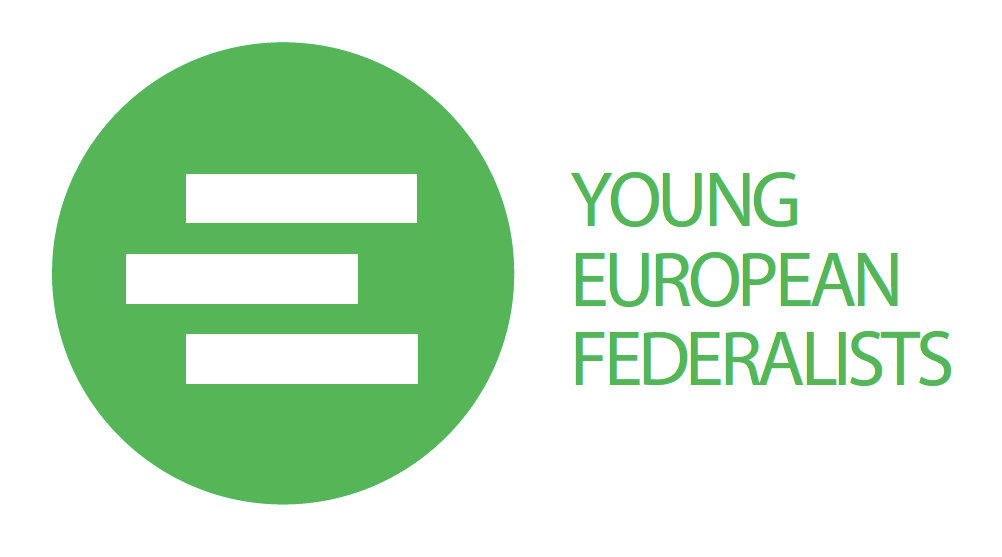
JEF logotyp.

JEF, på franska Jeunes Européens fédéralistes, på tyska Junge Europäische Föderalisten, är en politisk ungdomsorganisation. Den har sektioner i så gott som alla europeiska länder och dess 35 000 medlemmar, arbetar för ökad europeisk integration genom att stärka och demokratisera Europeiska unionen (EU). JEF nära band till European Movement (Europarörelsen) och Union of European Federalists (Europafederalisterna) och European Youth Forum.
Flera ledamöter av Europaparlamentet (s.k. MEPs), bland andra Richard Corbett och Jo Leinen (PES) och Monica Frassoni (De Gröna/EFA), hade förtroendeposter inom JEF i yngre år.

## Organisation
JEF samlar omkring 35 000 medlemmar fördelat på 35 mer eller mindre autonoma nationella och regionala sektioner, vilka koordineras av en paraplyorganisation på Europanivå, JEF-Europe..

### Unga Européer
Unga Européer är den svenska avdelningen i den europeiska organisationen JEF (Jeunes Européens Fédéralistes).

### JEF-Europe
JEF-Europe är en internationell organisation utan vinstsyfte (IVZW/AISBL) som lyder under belgisk lag. Deras "European Secretariat" ligger i Bryssel.

### Europeiska Kongressen
JEF:s högsta beslutande organ är den Europeiska Kongressen (European Congress), vilken sammanträder vartannat år. Delegaterna väljs i sina respektive sektioner, proportionerligt till sektionernas medlemsantal.
Kongressen väljer såväl ordförande (President) och två vice ordföranden (Vice Presidents) som 20 direktvalda, individuella, ledamöter till sin Federal Committee. Alla nämnda väljs för en tvåårsperiod.

### Federal Committee
Federal Committee (FC) sammanträder två gånger per år och består av dess Executive Bureau (EB), de 20 direktvalda ledamöterna och en representant för varje (närvarande) nationell sektion. Generalsekreteraren, kassören och andra adjungerade nyckelpersoner får delta i mötet utan rösträtt.
FC:n leds av ett tre man starkt presidium som antar de politiska och strategiska riktlinjerna från EB. Bland dess övriga uppgifter märks att godkänna utnämnandet av generalsekreterare och kassör.

### Executive Bureau
Executive Bureau (EB) leds av ordföranden och inkluderar de båda vice ordförandena, generalsekreteraren, kassören och åtminstone fyra av de valda FC-ledamöterna. Den ansvarar för att implementera de resolutioner FC:n antagit i JEF:s arbete och för att i stort sköta organisationen. EB sammanträder åtminstone fyra gånger per år.
Sedan den 21:e Europeiska Kongressen (Helsingfors, oktober 2011) leds EB av Ordföranden Pauline Gessant, Frankrike.

### Arbitration Board
Arbitration Board (AB) består av fem medlemmar vilka utses av Europeiska Kongressen, ansvarar för att lösa regelmässiga tvister mellan medlemmar.

### Revisorskommittén
Revisorskommittén (Auditors Committee, AC), består av tre av kongressen utsedda ledamöter och ansvarar för att granska den årliga bokföringen.

## Relaterade artiklar
- Federalism